# Scurzolengo
Scurzolengo – miejscowość i gmina we Włoszech, w regionie Piemont, w prowincji Asti.
Według danych na styczeń 2009 gminę zamieszkiwały 632 osoby przy gęstości zaludnienia 119 os./1 km².